# Wolfram Zillig
Wolfram Zillig (* 31. Mai 1925 in Trier; † 23. April 2005) war ein deutscher Molekularbiologe. Er war einer der Begründer der molekularen Genetik.

## Leben

### Laufbahn
Der Sohn des Weinbauwissenschaftlers Hermann Zillig studierte Chemie zunächst an der Universität Bonn, dann an der Universität Tübingen bei Adolf Butenandt, bei dem er 1949 das Diplom erhielt und 1950–1952 eine Dissertation über das Verpuppungshormon des echten Seidenspinners im Max-Planck-Institut für Biochemie in Tübingen schrieb mit anschließender Promotion. 1952–1954 arbeitete er als Wissenschaftlicher Assistent bei G. Schramm in der Abteilung für Virusforschung am Max-Planck-Institut für Biochemie. 1955–1956 widmete er sich während eines Forschungsaufenthaltes am McArdle Laboratory for Cancer Research in Madison, USA, der Östrogenforschung.
Ab 1956 war er Leiter einer Forschungsgruppe am MPI für Biochemie, das 1956 nach Martinsried umgezogen war. 1963 habilitierte er sich an der Ludwig-Maximilians-Universität München und wurde 1966 Wissenschaftliches Mitglied der Max-Planck-Gesellschaft und 1972 Direktor der Abteilung Molekulare Biologie der Genwirkungen.

### Forschung
Am Anfang seiner wissenschaftlichen Laufbahn befasste sich Zillig mit dem Tabakmosaikvirus. Auch seine Forschungen zur Genexpression, der Umsetzung der genetischen Information zur Proteinbildung waren Grundlage für die neu entstehende Disziplin der Molekulargenetik. So konnte er am Modellorganismus Escherichia coli ein in vitro Protein-Biosynthese-System durch die Charakterisierung mehrere beteiligter Komponenten aufzeigen.
Ein weiterer Hauptforschungsbereich von Zillig waren die Archea, zu deren Erforschung er unter anderem in vulkanische Gebiete reiste und dort in mehrere thermophile Organismen isolieren konnte, an denen heute noch in zahlreichen Instituten gearbeitet wird. Durch die Charakterisierung etwa der Struktur der RNA-Polymerasen der Archaea konnte er Erkenntnisse zu deren Entwicklung und Verwandtschaft gewinnen. Unter anderem stellte Zillig aufgrund seiner Untersuchungsergebnisse die Hypothese auf, dass Eukaryoten durch Fusion von Bakterien und Archaeen entstanden sind.

## Mitgliedschaften und Ehrungen
- 1964 Mitglied der European Molecular Biology Organization
- 1987 Mitglied der Leopoldina[2]

## Schriften
- 1952: Über Begleitstoffe des Puparisierungshormons der Insekten. Dissertation Universität Tübingen.
- 1963: Untersuchungen zur Biosynthese der Proteine. München, Naturwissenschaftliche Fakultät. Habilitationsschrift vom 7. November 1963.